# Essere Leonardo da Vinci
Essere Leonardo da Vinci (Being Leonardo Da Vinci) è un film del 2019 scritto e diretto da Massimiliano Finazzer Flory realizzato in collaborazione con Rai Cinema e con il patrocinio del Comitato Nazionale per le celebrazioni dei 500 anni della morte di Leonardo da Vinci.

## Trama
Due giornalisti, di New York e Milano ignari l'uno dell'altro, per i 500 anni dalla scomparsa di Leonardo sono alla ricerca di uno scoop. Vedono opere e attraversano i luoghi del Genio tra paesaggi e misteriosi incontri. A Firenze per la prima volta durante uno spettacolo in costume tra frati, turisti e sbandieratori si trovano tracce inaspettate. A Milano si scopre un documento utile per rivelare chi fosse Leonardo Uomo attraverso un esame scientifico. Giungono nella sua ultima dimora a Clos Lucé e incontrano davvero Leonardo. Viene concessa l'intervista. Le parole del Genio sono autentiche in lingua rinascimentale. Alla fine Leonardo fugge tra i sotterranei tornando a Vigevano e svelandosi ai personaggi più importanti della sua storia.

## Produzione
Le riprese del film sono iniziate a New York il 10 agosto 2017. Successivamente il film è stato girato nelle seguenti location: Amboise, Clos-Lucé, Vinci, Milano, Vigevano, Piuro e Firenze.

## Distribuzione
Il film ha avuto distribuzione in oltre 20 paesi. L'anteprima è stata il 14 aprile 2019 a Vinci; a partire dal giorno successivo il film è stato distribuito nelle sale italiane in collaborazione con la Federazione Italiana Cinema d'essai.